# Chiesa di Santo Stefano (Monteforte d'Alpone)
La chiesa di Santo Stefano è la parrocchiale di Brognoligo, frazione del Comune di Monteforte d'Alpone in provincia di Verona e diocesi di Vicenza; fa parte del vicariato di San Bonifacio-Montecchia di Crosara, più precisamente dell'Unità Pastorale Alpone.

## Storia
La chiesa di Santo Stefano è attestata in un documento del 1262 e nelle Rationes Decimarum del 1297. Entrambe le testimonianze ci definiscono una realtà ecclesiale autonoma dalla originaria pieve matrice, quella di Montecchia di Crosara.
In origine la giurisdizione della parrocchia di Santo Stefano riguardava l’intero comune di Brognoligo, compreso l’Oratorio dell’Ospedale, attestato fin dal 1341. 
Verso la fine del Trecento vi fu il distacco di Costalunga, diventata parrocchia autonoma. Nel tempo vi furono controversie tra le due parrocchie per i confini e per la chiesa dell’Ospedale dedicata a San Brizio, poi dedicata allo Spirito Santo con la costruzione della parrocchiale di Costalunga.
L’antica chiesa di Brognoligo, in stile romanico, presentava una facciata rivolta ad est e l’abside ad ovest e fu costruita probabilmente tra la fine del Duecento e l’inizio del Trecento, probabilmente con il sorgere della parrocchia autonoma.

Lunga 11 metri (poi allungata a 18) e larga 8 metri, conteneva tre altari: di San Rocco, realizzato nel 1678 dallo scultore e tagliapietra Carlo Ranghieri; della Vergine Maria; l’altare maggiore.

Agli inizi del XIX secolo l’edificio sacro venne trasformato radicalmente per poi accogliere l’asilo. In ogni caso è ancora visibile l’abside, nella quale è stata ricavata la cappellina delle suore e dove vi è un affresco del XV secolo raffigurante l’Annunciazione, e il campanile romanico. Lo spazio oggi occupato dal cortile dell’asilo era il cimitero, utilizzato fino al 1820, quando venne aperto quello nuovo.
A causa dell’aumento della popolazione si decise di costruire una nuova chiesa, in posizione più accessibile ai fedeli. Questo avvenne tra il 1839 e il 1845 per iniziativa del parroco don Antonio Cortana.
Continuarono gli screzi tra le due parrocchie di Brognoligo e Costalunga, tanto che si giunse all’intervento della gendarmeria austriaca per sorvegliare una processione il 25 aprile 1857. Un compromesso fu raggiunto nel 1860 e la chiesa di Santo Spirito ospitò successivamente le scuole elementari di entrambe le parrocchie.
Il 16 aprile 1944 il Vescovo di Vicenza Carlo Zinato consacrò la chiesa.

## Descrizione

### Esterno
La facciata della chiesa è preceduta da una scalinata di ventiquattro gradini, conclusa nel 1889 da uno scalpellino e tagliapietra di San Bonifacio, Angelo Rigodanza.
La facciata presenta un portale rettangolare sovrastato da un arco a tutto sesto, mentre in alto è chiusa da un timpano triangolare con oculo, che nel culmine presenta una croce metallica.
Ai lati del portale, in due nicchie, si trovano le statue dei Santi Stefano e Vincenzo.

### Interno
La chiesa è ad  aula unica, con due altari laterali per lato, Misura 35,55 metri di lunghezza e l’altezza interna è di circa 15 metri. 

La luce naturale è introdotta nell’edificio da sei finestre a lunetta, di cui due nel presbiterio, con vetri colorati.
Nella nicchia a sinistra dell’ingresso, oggi dedicata al Beato Fra’ Claudio Granzotto e dove un tempo era posto il fonte battesimale, vi è lapide in marmo che ricorda don Antonio Cortiana, parroco dal 1837 al 1845, che volle la costruzione della chiesa. Inoltre, in una teca, vi è il progetto che Fra’ Claudio eseguì per la costruzione della Grotta di Lourdes non lontana dalla chiesa di Brognoligo. 
Vicino alla nicchia, in una teca, vi è un vecchio fonte battesimale del XV secolo, dono della famiglia Brognoligo alla vecchia chiesa.
I primi due altari, a destra e a sinistra, provengono dalla vecchia chiesa di Monteforte e furono acquistati nel 1840. Quello di destra fu edificato nel 1868 ed è dedicato a San Rocco, mentre quello a sinistra fu collocato nel 1885 ed è dedicato a San Giuseppe.
Gli altri due altari in stile barocco, quelli più vicini al presbiterio, provengono dalla chiesa parrocchiale di San Bonifacio, quando questa venne rinnovata in stile neoclassico. Quello di destra, dedicato in origine al Corpo di Cristo e ora alla Madonna Addolorata è datato 1687; quello di sinistra, in origine dedicato alla Beata Vergine del Santo Rosario e oggi al Sacro Cuore di Gesù, riporta la data 1685.
In ciascuna cappella laterale sono presenti due dipinti su tela di forma ovale, con circonferenza di 150 centimetri. Nella cappella di San Giuseppe vi sono le Sante Teresa e Agnese; in quella di San Rocco i Santi Vincenzo de' Paoli e Camillo de Lellis; in quella del Sacro Cuore i Santi Margherita Maria Alacoque e Francesco di Sales; in quella dell’Addolorata i Santi Maria Maddalena e Giovanni.
In controfacciata è collocata una cantoria, mentre tra la prima e la seconda cappella sul lato destro, sopra la porta laterale, vi è il pulpito ligneo in noce, intagliato e dorato.
Le decorazioni e pitture presenti nell’aula sono del pittore vicentino Lorenzo Giacomelli. Sul soffitto vi è una sua tela raffigurante L’Assunta.
Nel presbiterio a pianta quadrata, con cupola, vi è l’altare maggiore preconciliare in marmi policromi. Nei pennacchi sono dipinti i Quattro Evangelisti, opera del pittore montefortiano Alessandro Zenatello insieme alla decorazione a tempera monocroma dell’abside tra il 1935 e il 1940.
A fianco dell’altare postconciliare vi è un fonte battesimale in pietra di rosso ammonitico con copertura in rame, a suo tempo nella nicchia a sinistra dell’ingresso.
Sulle pareti laterali del presbiterio vi sono due grandi tele, restaurate nel 2008 da Giovanna Portinari. Regalate dal parroco don Orazio Ancetti, risultano in inventario per la prima volta nel 1852, quando vengono definiti “nuovi”, cioè acquistati da poco. Nei lavori di restauro ci si è accorti che ad entrambi fu compiuta un’aggiunta di tela al momento dell’acquisto o in seguito, probabilmente per adattarle allo spazio loro riservato nella chiesa.

Le tele raffigurano La visita dei pastori al Bambino, datata 1690, opera del pittore Pietro Bartolomeo Cittadella, e La fuga in Egitto, non datata, ma probabilmente degli anni Trenta e Quaranta del XVIII secolo, tra le opere più importanti del pittore vicentino Giovanni Antonio De Pieri detto lo Zoppo.
Nell’abside vi è la pala con il Martirio di Santo Stefano, opera del già citato pittore Giacomelli.

#### L’Oratorio
Adiacente alla chiesa vi è l’oratorio dedicato all’Immacolata, fatto costruire nel 1904 dal parroco don Giovanni Battista Poli.

## Campanile e campane

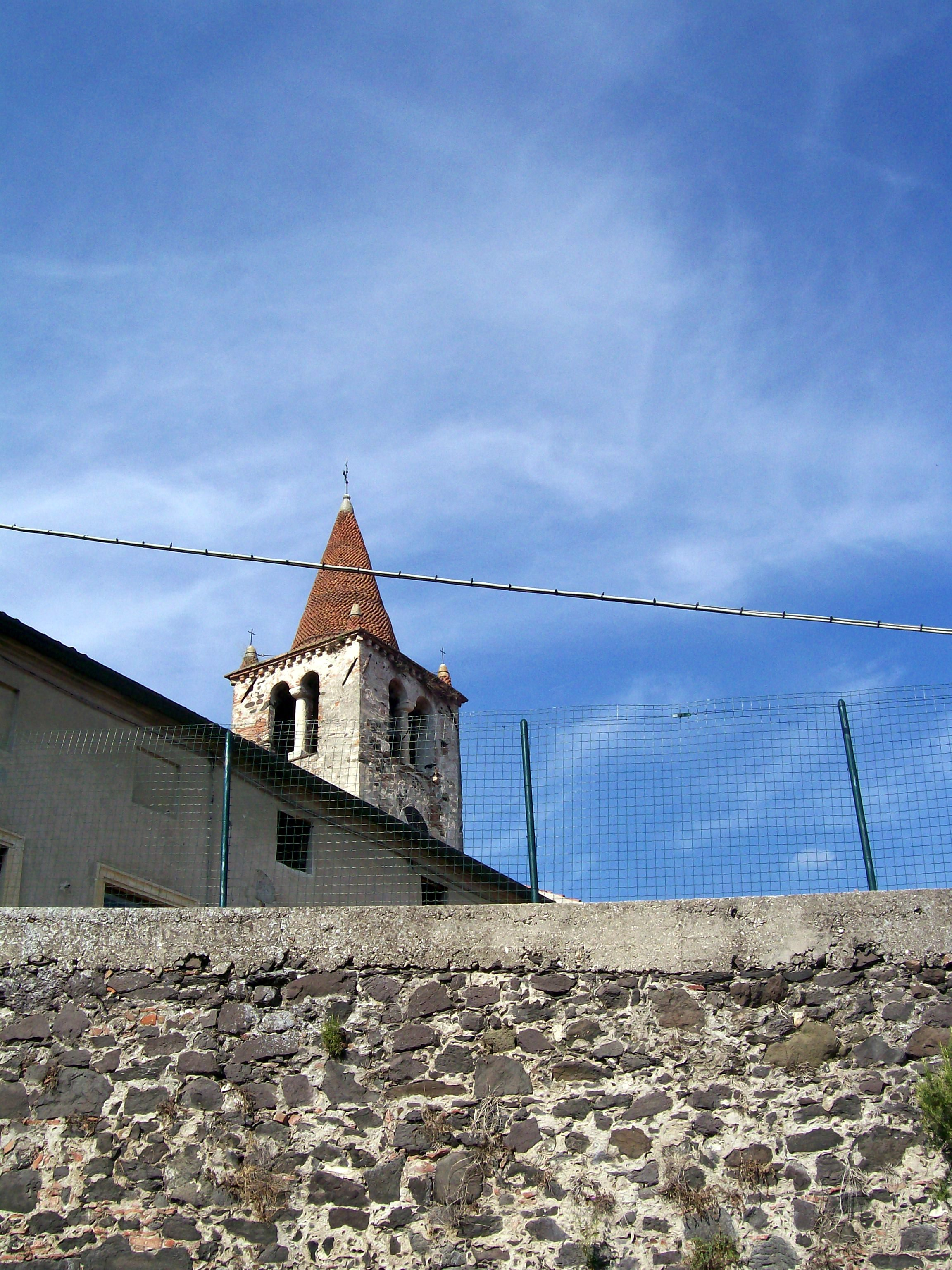
Il campanile antico.

### Il campanile antico
Vicino all’ex chiesa parrocchiale (oggi asilo) è presente l’antico campanile in stile romanico, con bifore a tutto sesto, pinnacoli agli angoli e con copertura a pigna, sormontata da una croce metallica alla sommità.

### Il campanile attuale
L’attuale torre campanaria, che sorge a destra rispetto alla facciata della chiesa, alta cinquantasei metri, fu benedetta il 16 ottobre 1927 dal Vescovo di Vicenza Ferdinando Rodolfi. Con base rinforzata, presenta una canna a base quadrata e una cella campanaria con monofore a tutto sesto. La costruzione si completa con un tamburo ottagonale, sovrastato da una copertura piramidale sui cui svetta una croce metallica.

### Le campane
All’inizio del 1868 l’antico campanile aveva due campane, pesanti rispettivamente 243 e 166 chilogrammi. Il parroco, don Orazio Ancetti, dichiarò che avevano dei problemi e si fece un accordo con il fonditore Luigi Cavadini di Verona, che provvide alla fusione di tre nuove campane, frutto della rifusione delle precedenti più nuovo materiale. Furono installate in cella il 21 luglio dello stesso anno.
1 – FA3 – peso 640 kg 
2 – SOLb3 – peso 439 kg
3 – LAb3 – peso 312 kg .

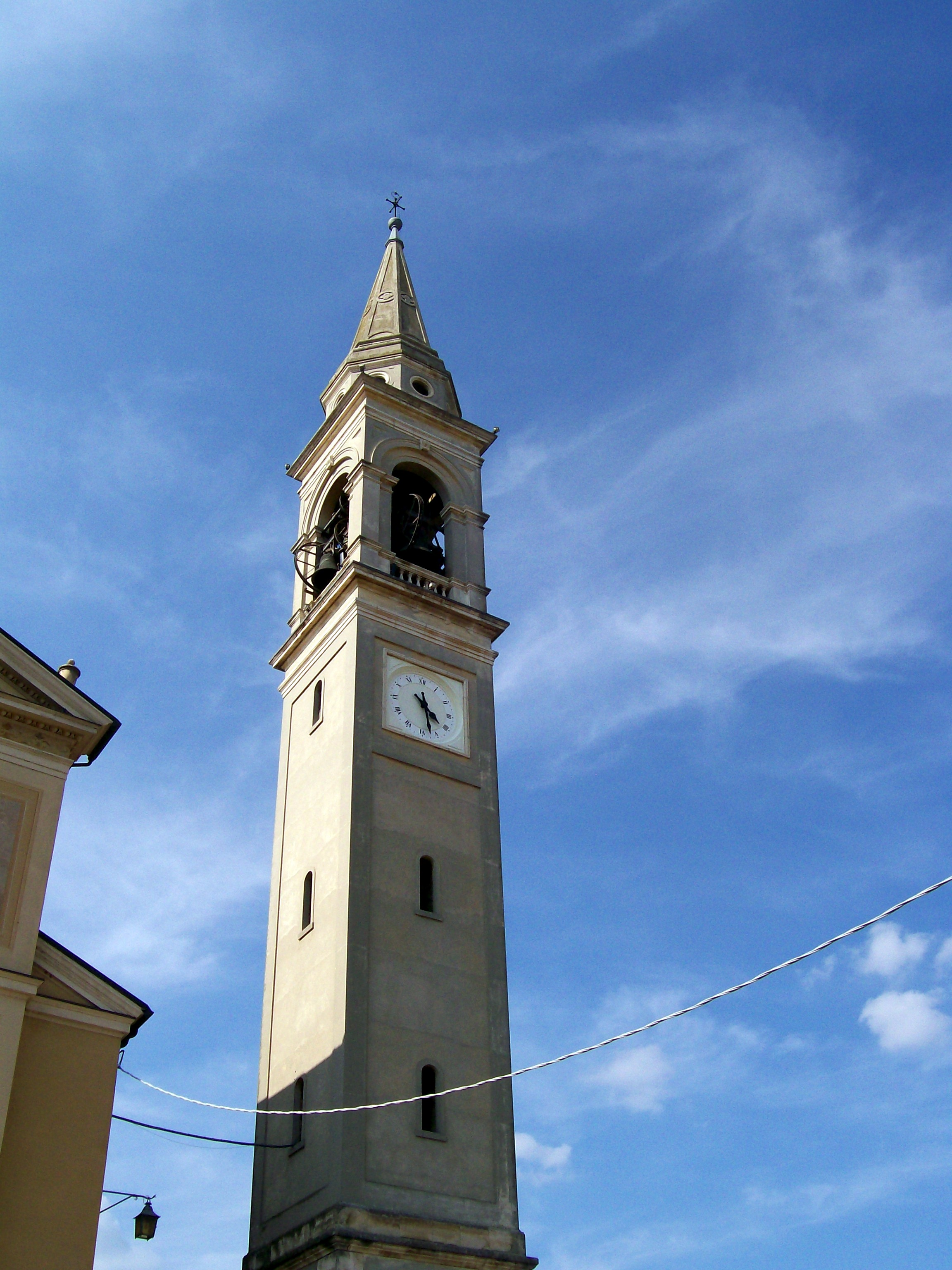
Il campanile attuale.

Il concerto campanario oggi collocato nella torre è composto da 9 campane in SI2 montate alla veronese e suonabili a doppio sistema (manuale ed elettrificato). Risulta essere il quarto per peso della provincia di Verona dietro a quelli della Cattedrale di Verona, della chiesa parrocchiale di San Giovanni Battista in Cadidavid e della chiesa parrocchiale dei Santi Fermo e Rustico in Colognola ai Colli.
 
Questi i dati del concerto:
1 – SI2 - diametro 1501 mm - peso 2003 kg - Fusa nel 1930 da Colbachini di Padova
2 – DO#3 - diametro 1329 mm - peso 1372 kg – Fusa nel 1930 da Colbachini di Padova
3 – RE#3 – diametro 1181 mm - peso 934 kg - Fusa nel 1930 da Colbachini di Padova
4 - MI3 - diametro 1103 mm - peso 765 kg - Fusa nel 1930 da Colbachini di Padova
5 – FA#3 - diametro 979 mm - peso 529 kg - Fusa nel 1930 da Colbachini di Padova
6 – SOL#3 - diametro 871 mm - peso 370 kg - Fusa nel 1930 da Colbachini di Padova
7 – LA#3 - diametro 778 mm - peso 260 kg - Fusa nel 1930 da Colbachini di Padova
8 – SI3 - diametro 726 mm - peso 214 kg - Fusa nel 1930 da Colbachini di Padova
9 – DO#4 - diametro 643 mm - peso 151 kg - Fusa nel 1930 da Colbachini di Padova.
Nel Diario storico di Pietro Sancassani, maestro e suonatore di campane alla veronese, in data 26 ottobre 1930 ricorda che per volere del fonditore Colbachini, la squadra a cui apparteneva, la “Santo Stefano”, inaugurò l’attuale concerto campanario. Lo stesso Sancassani scrive che s’interessò affinché fosse aggiunta la nona campana.